# Happy go Luckies
Happy go Luckies var en svensk musikgrupp.
Happy Go Luckies, som betecknades som en hootenannygrupp, bildades sommaren 1964 i Nacka av Roland Toepfer, Roger Lundin och Bertil Ramsin. Redan några månader senare fick de framträda på Folkparksforum i Eskilstuna och de medverkade även i radio och TV. Gruppen turnerade i folkparkerna, men upplöstes efter några år på grund av att medlemmarna tröttnat på de ständigt återkommande önskemålen om att de skulle låta som Hootenanny Singers, något som inte intresserade dem. Under valrörelsen inför kommunalvalen i Sverige 1966 gruppen ut den av Toepfer skrivna låten Är det sant?, vilken var ett hårt angrepp på den dåvarande socialdemokratiska regeringens jordbrukspolitik.

## Diskografi
- 1964 – Ljuvliga natt/En vän för livet (SweDisc, SWES 1194)
- 1965 – Natalie, Natalie/Taika  (SweDisc, SWES 1077)
- 1965 – Slabang/Juana/Lilla vän/Än  (SweDisc, SWEP 135)
- 1966 – Ett svar lär du aldrig få/Flottarkärlek  (SweDisc, SWES 1157)
- 1966 – Är det sant?/Så grön var min dal  (SweDisc, SWES 1168)